# AACTA International Awards 2013

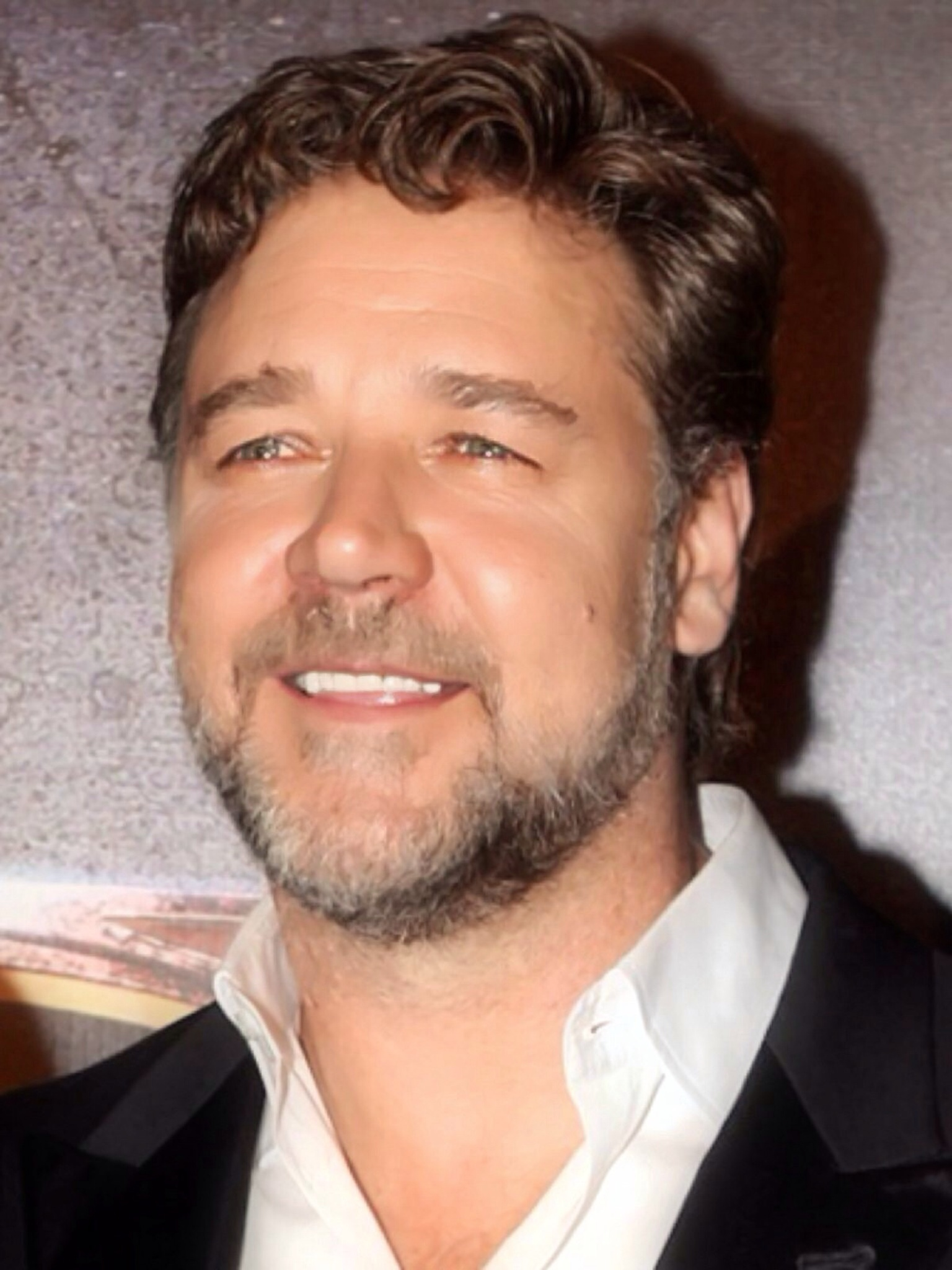
L'attore australiano Russell Crowe ha presentato la cerimonia.

La 2ª edizione della cerimonia degli AACTA International Awards si è tenuta alla Soho House di Los Angeles il 26 gennaio 2013. La cerimonia ha premiato i migliori film internazionali usciti nel corso del 2012.
Le nomination delle varie categorie sono state annunciate l'8 gennaio 2013. La cerimonia è stata presentata da Russell Crowe.
Il film più premiato è stato Il lato positivo - Silver Linings Playbook con tre vittorie su cinque candidature, più i due premi per il miglior attore e la miglior attrice non protagonisti che, introdotti in questa edizione, sono stati assegnati di comune accordo a Robert De Niro e Jacki Weaver.

## Vincitori e candidati
Vengono di seguito indicati in grassetto i vincitori. Ove ricorrente e disponibile, viene indicato il titolo in lingua italiana e quello in lingua originale tra parentesi.

### Miglior film
- Il lato positivo - Silver Linings Playbook (Silver Linings Playbook), regia di David O. Russell
- Argo, regia di Ben Affleck
- Les Misérables, regia di Tom Hooper
- Vita di Pi (Life of Pi), regia di Ang Lee
- Lincoln, regia di Steven Spielberg
- Zero Dark Thirty, regia di Kathryn Bigelow

### Miglior regista
- David O. Russell - Il lato positivo - Silver Linings Playbook (Silver Linings Playbook)
- Ben Affleck - Argo
- Ang Lee - Vita di Pi (Life of Pi)
- Steven Spielberg - Lincoln
- Ben Lewin - The Sessions - Gli incontri (The Sessions)
- Kathryn Bigelow - Zero Dark Thirty

### Miglior attore protagonista
- Daniel Day-Lewis - Lincoln
- Bradley Cooper - Il lato positivo - Silver Linings Playbook (Silver Linings Playbook)
- John Hawkes - The Sessions - Gli incontri (The Sessions)
- Hugh Jackman - Les Misérables
- Joaquin Phoenix - The Master
- Denzel Washington - Flight

### Miglior attrice protagonista
- Jennifer Lawrence - Il lato positivo - Silver Linings Playbook (Silver Linings Playbook)
- Jessica Chastain - Zero Dark Thirty
- Marion Cotillard - Un sapore di ruggine e ossa (De rouille et d'os)
- Nicole Kidman - The Paperboy
- Emmanuelle Riva - Amour
- Naomi Watts - The Impossible

### Miglior attore non protagonista
- Robert De Niro - Il lato positivo - Silver Linings Playbook (Silver Linings Playbook)

### Miglior attrice non protagonista
- Jacki Weaver - Il lato positivo - Silver Linings Playbook (Silver Linings Playbook)

### Miglior sceneggiatura
- Quentin Tarantino - Django Unchained
- Chris Terrio - Argo
- Tony Kushner - Lincoln
- Paul Thomas Anderson - The Master
- David O. Russell - Il lato positivo - Silver Linings Playbook (Silver Linings Playbook)
- Mark Boal - Zero Dark Thirty

## Statistiche vittorie/candidature
Premi vinti/candidature:
- 5/7 - Il lato positivo - Silver Linings Playbook
- 1/4 - Lincoln
- 1/1 - Django Unchained
- 0/4 - Zero Dark Thirty
- 0/3 - Argo
- 0/2 - The Master
- 0/2 - Les Misérables
- 0/2 - Vita di Pi
- 0/2 - The Sessions - Gli incontri
- 0/1 - Un sapore di ruggine e ossa
- 0/1 - The Impossible
- 0/1 - Flight
- 0/1 - Amour
- 0/1 - The Paperboy